# Otto Huntemüller
Otto Werner Gustav Huntemüller (* 13. Dezember 1878 in Hoya; † 13. Februar 1931 in Davos) war ein deutscher Arzt, Hygieniker (Schüler von Robert Koch), Sportmediziner und Hochschullehrer. Seinen Initiativen war 1920 die erstmalige Institutionalisierung von Sport und Sportmedizin an einer deutschen Universität zuzuschreiben.

## Leben und Werk
Nach der Reifeprüfung am Gymnasium Bückeburg 1900 studierte Huntemüller in Freiburg und München Medizin. Nach Staatsexamen und Promotion 1905 bereiste er als Schiffsarzt beim Norddeutschen Lloyd viele Länder von Nord- und Südamerika bis Indien, China und Japan.
Nach seiner Rückkehr trat er als Assistent in das Berliner Institut für Infektionskrankheiten „Robert Koch“ ein. In West- und Ostpreußen richtete er danach Stationen zur Bekämpfung von Typhus und Cholera ein. In Jerusalem gründete er 1913 ein bakteriologisches Institut. Ein Jahr später habilitierte er sich an der Hessischen Landesuniversität in Gießen.
Der Erste Weltkrieg unterbrach Huntemüllers Lehrtätigkeit in Gießen mit seiner Einberufung als Militärarzt. Während dieser Tätigkeit war er zunächst Oberarzt in einem bayerischen Feldlazarett, später beratender Hygieniker der deutschen Irak-Gruppe in Bagdad. 1917 war er an der Bekämpfung der Cholera während der Kämpfe des deutschen Asien-Korps in Palästina beteiligt.
Mit seiner Einsetzung als Außerordentlicher Professor für Hygiene 1919 an der Universität Gießen setzte er sich sofort engagiert für die Einführung von Leibesübungen an den Hochschulen ein. Bereits ab 1919 wurden Sportkurse für Studenten angeboten, im folgenden Wintersemester 1919/20 erstmals ein theoretischer Kurs über Turnen und Sport mit medizinischem Schwerpunkt.
Die Interessen des Reichswehrministeriums an der körperlichen Ertüchtigung nach dem Wegfall der Wehrpflicht in Deutschland gemäß dem Versailler Vertrag beförderten die Bildung eines universitären Instituts für Körperkultur. Damit im Einklang stehend mit den Zielen Huntemüllers, die körperlich vollkommen verlotterten Studenten über den gesundheitlichen und erzieherischen Wert der Leibesübungen zu einem körperlich und sittlich gesunden Nachwuchs, der frei von zehrenden Seuchen wie Tuberkulose, Rachitis und Geschlechtskrankheiten, unempfindlich gegen die Lockungen von Bacchus und Venus den Lebenskampf aufnehmen kann, zu erziehen.
Die feierliche Eröffnung des I. Universitätsinstituts zur wissenschaftlichen Erforschung der Leibesübungen erfolgte am 22. Oktober 1920 an der Universität Gießen in Anwesenheit des Generalsekretärs des Deutschen Reichsausschusses für Leibesübungen Carl Diem. Erst zwei Jahre später wurde Huntemüller mit der Leitung des Instituts betraut, das 1924 auf Weisung der Landesregierung in eine Medizinisch-hygienische Abteilung und in eine Philosophisch-pädagogische Abteilung untergliedert wurde.
Neben zahlreichen wissenschaftlichen Arbeiten auf bakteriologischem Gebiet wurde Huntemüller bekannt durch seine Untersuchungen über den Einfluß der Leibesübungen auf die natürlichen Abwehrkräfte....
Maßgeblich beteiligte sich Huntemüller an der Gründung des Weltverbandes für Sportmedizin während der II. Olympischen Winterspiele 1928 in St. Moritz. Seine dort und bei den folgenden IX. Olympischen Sommerspielen in Amsterdam in Zusammenarbeit mit Frowalt Heiss durchgeführten medizinischen Untersuchungen waren der Beginn künftiger sportmedizinischer Felduntersuchungen.